# Macrothemis proterva
Macrothemis proterva – gatunek ważki z rodziny ważkowatych (Libellulidae).